# Hymne de Garibaldi
L'hymne de Garibaldi  (Inno di Garibaldi ) est un hymne patriotique du Risorgimento italien.

## Généralités
Garibaldi est à l'origine de l'hymne dont il demande la réalisation au poète Luigi Mercantini (1821-1872), connu également pour son ode La spigolatrice di Sapri de Carlo Pisacane, une évocation romantique de l'expédition républicaine et mazzinienne.
L'hymne devient populaire après l'unification de l'Italie, surtout parmi les communautés d'émigrants italiens et prend un nouvel essor au moment de la Première Guerre mondiale, et pendant le fascisme quand elle est un des rares hymnes du Risorgimento à ne pas être interdit par le régime. Pendant la résistance,  les brigades de partisans communistes (Brigades Garibaldi) l'ont utilisé  comme thème de clôture de l'émission Italia combatte diffusée par la station de radio Radio Bari.
Pendant la campagne électorale pour les élections du 18 avril 1948, l'hymne a été utilisé pour la propagande du Front démocratique populaire, qui a également utilisé l'image de Garibaldi comme symbole électoral.

## Histoire
L'origine de l'hymne remonte à une réunion tenue le 19 décembre 1858 dans la maison du patriote bergamasque Gabriele Camozzi sur les hauteurs de Gênes, à laquelle participaient également Nino Bixio, Mercantini, Garibaldi et son épouse  Anita, au cours de laquelle il a été question de la formation du corps de volontaires Chasseurs des Alpes.
À un certain moment de la rencontre, Garibaldi demande à Mercatini « Vous devriez m'écrire un hymne pour mes volontaires ! Nous le chanterons en allant à la charge, et nous le chanterons encore en tant que vainqueurs ! ». Mercantini répondit laconiquement : « Je vais essayer ».
Lors d'une réunion ultérieure, tenue le 31 décembre au même endroit et avec les mêmes participants , Mercantini annonce avoir composé l'hymne, auquel il donne le titre de Canzone italiana (Chant italien) et avoir confié la composition de la musique à son ami Alessio Olivieri, chef d'un orchestre militaire. Accompagné au piano par sa femme, Mercantini chante le premier couplet de l'hymne à voix basse, ce qui suscite l'acclamation et l'enthousiasme des personnes présentes.
L'hymne devient rapidement populaire sous le nom Inno di battaglia dei Cacciatori delle Alpi (Hymne de bataille des chasseurs des Alpes), et après l'expédition des Mille, il devient connu sous le nom Inno di Garibaldi.

## Analyse
Versets d'ouverture
| Texte italien Inno di Garibaldi                                            | Traduction littérale Hymne de Garibaldi                                                            |
| -------------------------------------------------------------------------- | -------------------------------------------------------------------------------------------------- |
| Si scopron le tombe, si levano i morti, I martiri nostri son tutti risorti | Les tombes sont découvertes, les morts sont ressuscités, Nos martyrs sont tous ressuscités Refrain |

| Va' fuori d'Italia! va' fuori ch'è l'ora! Va' fuori d'Italia! va' fuori, stranier! | Sortez d'Italie ! Sortez c'est l'heure ! Sortez d'Italie ! Sortez, étranger ! |